# Mörmoosen
Mörmoosen (bairisch Miamoos) ist ein Gemeindeteil des Marktes Tüßling im Landkreis Altötting in Bayern.

## Geschichte
Die ersten urkundlichen Erwähnungen von Mörmoosen finden sich in Schenkungsurkunden aus den Jahren zwischen 748 und 788. In diesem Zeitraum werden vier Höfe in Tüßling von Andaluc, Aotil und Uuelamoot an den Bischof von Passau übereignet. In denselben Urkunden wird eine Schenkung von zwei Höfen in Mörmoosen durch Wazamann an den Bischof von Passau erwähnt.
Gegen Ende des 12. Jahrhunderts leistete die Hofmühle in Mörmoosen jährlich sechs Mut Getreide und ein Schwein als Abgabe nach Salzburg. 1285 geht das Schloss Mörmoosen wieder in bayerischen Besitz über und wird kurz darauf Sitz eines Landgerichtes. In den Landtafeln von Philipp Apian aus dem Jahre 1568 finden sich erste Ansichten von Mörmoosen. 1505 Erwähnung im Kölner Schiedsspruch (Landshuter Erbfolgekrieg): Übereignung der Pfänder Wasserburg, Traunstein, Wald, Trostberg, Mörmoosen und Marquartstein an Pfalzgraf Friedrich bis zum Abschluss der Taxation. Ein Fresko von Hans Thonauer aus dem Jahre 1580 zeigt in der Residenz in München das Gericht Mörmoosen. Die Bauernunruhen von 1634 werden niedergeschlagen und der Rädelsführer, der Schmied von Mauerberg, wird daraufhin hingerichtet. 1750 wird das Schloss Mörmoosen bei einem Brand zerstört und das Gericht 1804 aufgelöst. Vom Schloss ist heute nur die kleine Kirche Peter-Paul übrig.
Der Name von Ort und Gemeinde war bis 1870 Mörmosen.
Am 1. Oktober 1970 wurde Mörmoosen, bis dahin zum Landkreis Mühldorf gehörend, nach Tüßling eingemeindet (von nun an Landkreis Altötting). Sehenswert ist das Peter- und Paul Fest (Namenspatrone der Kirche, Feiertag am 29. Juni), das am darauffolgenden Sonntag stattfindet.